# Turion
Turion — торговая марка для обозначения мобильных (с низким энергопотреблением) процессоров, права на которую принадлежат компании AMD.
| Code-Ниаменование          | Ядро                                | Дата выхода                 |
| -------------------------- | ----------------------------------- | --------------------------- |
| Lancaster Richmond Sable   | одиночное (90 нм) одиночное (65 нм) | мар 2005 сен 2006 июнь 2008 |
| Taylor Trinidad Tyler Lion | двойное (90 нм) двойное (65 нм)     | май 2006 май 2007 июнь 2008 |
| Lion Griffin               | двойное (65 нм)                     | июнь 2008 --                |
| Caspian                    | двойное (45 нм)                     | сен 2009                    |
| Champlain                  | двойное (45 нм)                     | май 2010                    |

- Turion 64 — одноядерный 64-битный процессор (Socket 754; кэш L1: 64+64 КБ для каждого ядра, L2: 256—512 КБ; интегрированный 64-битный одноканальный контроллер памяти DDR; 800 МГц шина HyperTransport; частоты 1600—2400 МГц; 90 нм техпроцесс) 
 Модели: MT-28/30/32/34/37//40; ML-28/30/32/34/37/40/42/44; MK-36/38 (S1, поддержка двухканальной DDR2)

- Turion 64 X2 — двухъядерный 64-битный процессор (Socket S1; кэш L1: 64+64 КБ для каждого ядра, L2: 256—512 КБ для каждого ядра; интегрированный 64-битный двухканальный контроллер памяти DDR2; 800 МГц шина HyperTransport; частоты 1,6—2,4 ГГц; 90—65 нм техпроцесс) 
 Модели: TL-56/58/60/62/64/66/68; также AMD Turion™ X2 (1600 МГц шина): RM-70/72/74/75/76/77.

- Turion X2 Ultra — двухъядерный 64-битный процессор, модернизация Turion 64 X2 (Socket S1 (несовместим с более ранним, не-Ultra, подобными разъёмами); кэш L1: 64+64 КБ для каждого ядра, L2: 1024 КБ для каждого ядра; интегрированный 64-битный двухканальный контроллер памяти DDR2; 2,6 ГГц шина HyperTransport 3.0; частоты до 2,4 ГГц; 65 нм техпроцесс) 
 Модели: ZM-80/82/84/85/86.

- Turion II — двухъядерный 64-битный процессор (ядро Caspian) мобильная версия архитектуры K10.5[1]. (кэш L2: 512 КБ для каждого ядра; 3,6 ГГц шина HyperTransport 3.1; 128-битный FPU; частоты 2,2—2,5 ГГц; 45 нм техпроцесс; TDP 35 Вт (аналогично своему предшественнику Turion X2 Ultra, ядро Griffin). 
 Модели: M500/520/540/560; P520, P540, N530.

- Turion II Ultra — двухъядерный 64-битный процессор, идентичен Turion II, отличается увеличенным (1024 КБ) кэшем L2 и увеличенными (до 2,7 ГГц) частотами ядра. 
 Модели: 600/620/640/660.

- Turion II Neo — двухъядерный процессор (ядро Geneva) для ультрапортативных ноутбуков и субноутбуков, является частью платформы Nile, дата выхода 12.05.2010 (Socket S1; FSB 3,2 ГГц; интегрированный контроллер памяти DDR3-1066; однопоточная 16-битная шина HyperTransport 3.0, 1000 МГц; 128-битный FPU; частоты 1,5—1,8 ГГц; 45 нм техпроцесс SOI). 
Модели: K625, K645[2], K665, K685.